# Damian Kądzior
Damian Kądzior, né le 16 juin 1992 à Białystok, est un footballeur international polonais qui évolue au poste d'ailier droit au Piast Gliwice.

## Biographie

### En club
Grand espoir du Jagiellonia Białystok au début des années 2010, il peine néanmoins à s'imposer dans l'équipe première, enchaînant les prêts et les blessures. Sa condition physique est problématique, au point de nécessiter l'opération chirurgicale de ses deux pieds, qui l'auront un temps fait avancer en fauteuil roulant.
Évoluant par la suite dans d'autres clubs polonais, c'est en 2018 que sa carrière va finalement prendre une autre dimension, étant transféré au Dinamo Zagreb, club avec lequel il connaît la Ligue Europa puis la Ligue des champions, ce qui lui permettra de découvrir le niveau international.
Le 29 août 2020, Kądzior s'engage pour trois saisons à la SD Eibar, qui s'est attaché ses services contre la somme de 2 millions d'euros.
Kądzior fait ses débuts en Liga le 12 septembre 2020 en remplaçant Takashi Inui contre le Celta de Vigo au Ipuara (0-0).

### En sélection
Kadzior découvre l'équipe nationale polonaise le 11 septembre 2018 lors d'un match amical contre la république d'Irlande.

## Palmarès

### En club
- Dinamo Zagreb
  - Champion de Croatie en 2019 et 2020
  - Vainqueur de la Supercoupe de Croatie en 2019 (en)
  - Finaliste de la Coupe de Croatie en 2019 (en)[5]

### Distinctions individuelles
- Élu joueur de l'année 2020 du Dinamo Zagreb[6]